# 呂讚
呂讚（1422年—1486年），字廷揚，直隸安慶府太湖縣人，明朝政治人物。進士出身。

## 生平
景泰七年（1456年）丙子科順天府鄉試第八十五名。成化二年（1466年）丙戌科會試第二百四十四名，殿試登進士第三甲第一百二十五名。丁憂歸。五年授江西新城縣知縣，十六年（1480年）升户部山西司主事，二十二年丙午十一月卒于任，享年六十五岁。

## 家族
曾祖父呂穀寶。祖父呂衡，曾任監察御史。父亲呂梁。